# سباق باريس روبيه 2005
طواف باريس 2005 هو سباق دراجات هوائية أقيم بتاريخ أبريل 10، تكون السباق من مرحلة واحدة، وامتدّ لمسافة 259 كم، وبسرعة 39.884 كم/س، استغرق السباق 6 ساعات و29 دقيقة و38 ثانية.